# Saint-Aubin-des-Coudrais
Saint-Aubin-des-Coudrais è un comune francese di 984 abitanti situato nel dipartimento della Sarthe nella regione dei Paesi della Loira.

## Società

### Evoluzione demografica
Abitanti censiti